# لوکاس پرین
لوکاس پرین (انگلیسی: Lucas Perrin؛ زادهٔ ۱۹ نوامبر ۱۹۹۸) بازیکن فوتبال اهل فرانسه است.
از باشگاه‌هایی که در آن بازی کرده‌است می‌توان به باشگاه فوتبال المپیک مارسی اشاره کرد.
وی همچنین در تیم ملی فوتبال France U16 بازی کرده‌است.